# Pristomyrmex umbripennis
Pristomyrmex umbripennis é uma espécie de formiga do gênero Pristomyrmex, pertencente à subfamília Myrmicinae.